# Ministère de la Fonction publique et de la Réforme administrative (Cameroun)
Le ministère de la Fonction publique et de la Réforme administrative (en anglais⁣ Ministry of the Public Service and Administrative reform) est l’administration camerounaise chargée de l’élaboration, de la mise en œuvre et de l’évaluation de la politique du gouvernement en matière de fonction publique et de réforme administrative. Ce ministère est dirigé par un ministre, membre du gouvernement camerounais. Il est par ailleurs le conseil du gouvernement en matière d’organisation et de réforme administratives. 
Le ministère est situé au centre administratif de la capitale Yaoundé, et partage le même bâtiment que le ministère de l'Éducation de base.

## Historique
Le ministère de la fonction publique et de la Réforme administrative est un ministère de souveraineté au Cameroun créé en 1990. Il succède au ministère de la Fonction publique et du Contrôle de l'État (1988-1990), qui est lui avait été créé en 1988 en remplacement du ministère de la Fonction publique (1957-1988).  

## Organisation
Le ministère de la Fonction publique et de la Réforme administrative à sa tête un ministre.
Liste des ministres de la Fonction publique et de la Réforme administrative successifs :
- 1992-2000 : Sali Dairou ;
- 2000-2004 : René Ze Nguele ;
- 2004-2006 : Benjamin Amana ;
- 2006-2011 : Emmanuel Bonde ;
- 2011-2018 : Ange Michel Angouin ;
- Depuis 2018 : Joseph Le[3].